# Lê Ngọc Nguyên Nhung
Lê Ngọc Nguyên Nhung (* 12. Februar 1984 in Ho-Chi-Minh-Stadt) ist eine Badmintonspielerin aus Vietnam. 

## Sportliche Karriere
Lê Ngọc Nguyên Nhung gewann international bei den North Shore City International in Auckland 2007 zwei Silbermedaillen, wo sie das Dameneinzelfinale gegen Larisa Griga verlor und das Doppelfinale mit Catherine Moody gegen Chloe Magee und Bing Huang aus Irland.
Bei den Südostasienspielen 2005 repräsentierte Nhung ihr Land als Nationalspielerin.  Bei Olympia 2008 schied sie nach einem Freilos in der ersten Runde in Runde zwei gegen Eriko Hirose mit 7:21 und 12:21 aus und wurde somit 33. Im gleichen Jahr gewann sie die Laos International.